# Myriel Davies
Myriel Irfona Davies (5 de marzo de 1920 - 20 de diciembre de 2000) fue un activista por la paz galesa. Después de una carrera temprana como operadora telefónica, se unió a la Asociación de las Naciones Unidas - Reino Unido durante la crisis de Suez de 1956, y luego se desempeñó como subdirectora y secretaria regional de Londres hasta 1988.

## Biografía
Myriel Irfona Davies nació el 5 de marzo de 1920 en Swansea, hija de Sarah Jane (de soltera Jones) y del ministro congregacional David Morgan, y se educó en Whitland Grammar School (ahora Ysgol Dyffryn Taf School). Al principio de su carrera, fue telefonista, trabajando para la Oficina General de Correos en Carmarthen y Shrewsbury, en esta última trabajó como telefonista jefe hasta su matrimonio con el periodista y socialista Max Davies en 1952, y más tarde en la sede londinense de la Grandes almacenes Selfridges.
Davies pasó a formar parte de la Asociación de Naciones Unidas – Reino Unido en 1956 mientras se producía la crisis de Suez. Posteriormente, se convirtió en responsable de campañas y secretaria regional de su capítulo de Londres, y en subdirectora de la asociación nacional, ocupando los dos últimos cargos hasta 1988.  Davies, conocido por ser «una cristiana de convicción», se convirtió en diácono en 1968, se desempeñó como secretaria de la Iglesia Independiente Radnor Walk, Chelsea, Londres, en 1982 hasta su muerte, y se desempeñó como presidente de la Unión de Independientes de Gales en 1994.
Davies creía en la acción no violenta y la individualidad, y enfatizó las ideas de desarme y paz cuando discutía cuestiones cristianas como presidente de la Unión de Independientes de Gales. También apareció en medios de comunicación como BBC Radio Cymru y S4C como experta en cuestiones a través de la lente de las Naciones Unidas. T. Hefin Jones dijo que «ella siempre [habló con los medios] de manera equilibrada y exhaustiva» y también la describió como «una oradora destacada cuya convicción causó una profunda impresión en sus oyentes». Davies fue un orador en la Conferencia de Profesiones para el Desarme y el Desarrollo Mundial de 1989. Entre sus viajes estuvo una visita a Sudáfrica meses después del fin del apartheid y observaciones personales sobre la  desnutrición en Bangladés y la pobreza en Grecia.
Davies fue nombrada Miembro de la Orden del Imperio Británico en los Honores de Año Nuevo de 1978 en su calidad de oficial regional del capítulo de Londres de la Asociación de las Naciones Unidas. Fue nombrada miembro honorario de Gorsedd Cymru en 1983. Fue nombrada Oficial de la Orden del Imperio Británico en 2000.
Desde 1978, Davies vivió en St Clears. Hablaba galés con fluidez. Su hermano mayor, Herbert Myrddin Morgan, era químico y trabajaba en St Clears.
Davies murió el 20 de diciembre de 2000. Fue incinerada y enterrada en el cementerio Gibeon Chapel, en Bancyfelin.